# Onciale 0287
- Papyrus
- Onciale
- Minuscules
- Lectionnaire

Le Codex 0287 (dans la numérotation Gregory-Aland), est un manuscrit du Nouveau Testament sur parchemin écrit en écriture grecque onciale.

## Description
Le codex se compose de 80 folios. Il est écrit en deux colonnes par page, 22 lignes par colonne. Les dimensions du manuscrit sont 29,8 cm x 20,5 cm,.
Ce manuscrit contient le texte des quatre Évangiles avec des lacunes. Les paléographes datent ce manuscrit du IXe siècle.
Le manuscrit contient: Matthieu 1-8; 21; 22,1-3; Marc 16,19; Luc 1-12; Jean 2; 10; 12; 13; 17; 20; 21. 
Le texte du codex Kurt Aland ne l'a placé dans aucune catégorie.
Lieu de conservation
Il est conservé au monastère Sainte-Catherine (N.E. ΜΓ 97) dans le Sinaï,.